# Бушар, Наташа
Наташа Бушар (род. 29 мая 1963 года) — французский политик, сенатор Франции (2011—2016) и мэр города Кале, член партии Республиканцы.

## Биография
Родилась 29 мая 1963 г. в Лансе в многонациональной семье: её отец — армянин, мать — полька.  По образованию — специалист по управлению человеческими ресурсами.
После 37 лет правления коммунистов в Кале 16 марта 2008 году возглавляемый Наташей Бушар правоцентристский список одержал победу на муниципальных выборах, получив во 2-м туре 54,02 % голосов. В значительной степени её победе способствовало выступление лидера Национального фронта в Кале Франсуа Дюбу, призвавшего голосовать против действующего мэра, коммуниста Жаки Энена. Тем не менее, слияния с ультраправым списком не произошло, и Бушар отказалась от прямого сотрудничества с Национальным фронтом.
В 2002 и 2007 годах Наташа Бушар неудачно баллотировалась в депутаты Национального собрания по 7-му избирательному округу департамента Па-де-Кале, оба раза незначительно уступив действующему депутату, социалисту Жилю Кокемпо.
В сентябре 2011 года в составе списка правых и центристов избрана в Сенат. В декабре 2015 года на выборах в совет нового объединенного региона Нор-Па-де-Кале-Пикардия (с 30 сентября 2016 года - О-де-Франс) возглавила правый список в департаменте Па-де-Кале и была избрана 5-м вице-президентом нового Совета. Из-за установленного законодательством запрета совмещения более 2 выборных мандатов приняла решение работать в Совете региона О-де-Франс и 12 января 2016 ушла в отставку с поста сенатора.

## Занимаемые выборные должности
18.03.2001 — 15.03.2008 — член городского совета Кале 

28.03.2004 — 31.12.2015 — член регионального совета Нор-Па-де-Кале 

с 16.03.2008 — мэр Кале 

16.03.2008 — 11.05.2015 — вице-президент агломерации Кале 

25.09.2011 — 12.01.2016 — сенатор Франции от департамента Па-де-Кале 

с 12.05.2015 — президент агломерации Кале 

c 04.01.2016 — вице-президент Совета региона О-де-Франс